# Como Ser Perua
"Como Ser Perua" é o décimo episódio da primeira temporada da sitcom brasileira Sob Nova Direção, protagonizada por Heloísa Perissé e Ingrid Guimarães, e exibida pela Rede Globo no dia 27 de junho de 2004. Após o piloto de final de ano exibido no dia 28 de dezembro de 2003, a série foi escolhida pela Rede Globo para fazer parte de sua programação, sendo encomendados 35 episódios exibidos sempre nas noites de domingo, após o Fantástico.
O episódio "Como Ser Perua" foi co-escrito por Heloísa e Ingrid com os autores frequentes Adriana Chevalier, Aline Garbati e Tiza Lobo, e conta com as participações especiais de Rodrigo Faro, além de Ariclê Perez e Carlinhos de Jesus. No episódio, Pit pede dicas a Belinha de como ser perua após não saber se comportar com seu namorado rico, enquanto Belinha pede a ajuda a Pit em como ser mais popular para agradar seus clientes do bar.

## História

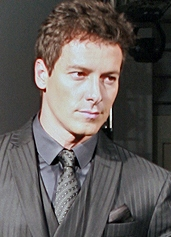
Rodrigo Faro faz o interesse amoroso de Pit.

Exibido no dia 27 de junho de 2004, "Como Ser Perua" inicia com Belinha (Heloísa Perissé) dando um toque sofisticado ao bar, servindo carpaccio com alcaparras para seu cliente Horácio (Otávio Muller), que reclama com o garçom Moreno (Luis Miranda) sobre o cardápio, visto que ele tinha pedido carne mal passada, enquanto Franco (Luis Carlos Tourinho) avisa que um cliente não está satisfeito com a música de Édith Piaf. Enquanto isso, Pit (Ingrid Guimarães) está em um restaurante chique com seu novo namorado Theo (Rodrigo Faro), não sabendo se portar em relação a comida sofisticada e às canções clássicas. Desesperada, Pit recorre à Belinha, pedindo para que ela a ensine a ser uma "perua chique", enquanto Belinha pede a Pit para que ela a ensine a ser pobre. Para começar, as duas vão à uma loja de roupas caras, onde Pit se espanta com os preços, mas Belinha tenta reverter a situação e a faz provar diversas roupas.
Em outra situação, Moreno ensina boas maneiras à Pit, que se esforça para parecer mais "fina", enquanto Belinha vai a um pagode regado a muito churrasco e cerveja para descobrir do que os “populares” mais gostam. Ela se diverte com a animação e convida a galera para continuar o pagode no seu bar, no dia seguinte. No segundo encontro com Theo, Pit vê que o seu plano está dando certo e surpreende o rapaz falando palavras em francês e mostrando que conhece pratos refinados. Encantado, ele diz que ela está pronta para conhecer sua mãe e sugere um jantar na casa da namorada. O problema é que a buchada de bode de Belinha e o jantar chique de Pit são no mesmo dia, enquanto as duas disputam Moreno para ele ser ambos o cozinheiro de Belinha e o mordomo de Pit.
Ao chegar na casa de Pit, a mãe de Theo, Branca (Ariclê Perez), se encanta com Belinha, pelo linguajar refinado e roupa sofisticada, enquanto não se impressiona com Pit. Além disso, Theo se diz alérgico às flores as quais Pit decorou sua casa. Enquanto o pagode rola no bar, Franco "rapta" Moreno para fazer a buchada e Belinha vai ao bar tentar buscá-lo e acaba ficando lá, deixando Pit em apuros. Pit tenta agradar Branca, que pede que ela se afaste de seu filho, enquanto isso Belinha, bêbada, leva a buchada para o jantar da Pit, deixando o prato mais refinado para ser servido no bar. Para piorar a situação, o poodle de Branca acaba comendo a buchada e sofre uma reação alérgica, fazendo com que Pit faça uma respiração boca a boca no cachorro, o que conquista a simpatia de Branca, mas a desaprovação de Theo, que fica com nojo da namorada após o que ela fez com o cachorro, fazendo com que os dois terminem a relação. No final, após Horácio fingir passar mal para receber uma respiração boca a boca sem sucesso, Pit, Belinha, Franco, Moreno e ele vão terminar de comer a buchada.